# Pomme (Santa Lucía)
Pomme es una localidad de Santa Lucía que forma parte del distrito de Vieux Fort.